# Isla Saut d'Eau
La isla Saut d'Eau (en inglés:Saut d'Eau Island) que viene del francés: Saut d'Eau, que quiere decir "Cascada", es una pequeña isla en la República de Trinidad y Tobago. Se encuentra justo al lado de la costa norte de la isla principal de Trinidad (menos de 1 km) en el mar Caribe. Es uno de los trece santuarios de vida silvestre protegidos por el gobierno, y una de las dos zonas de reproducción de pelícanos en el país.

## Geografía
El punto más alto de la isla está a 106 metros y su área es de aproximadamente 100.000 m² (10 hectáreas o 0,10 km²). Su geología está compuesta por varios acantilados que producen una elevación de alta dado el tamaño pequeño de la isla. Su flora comprende el bosque caducifolio, matorrales y pasto grueso.

### Santuario de Vida Silvestre
La isla fue declarada reserva natural en 1935 por el Gobierno de Trinidad y Tobago, otorgándole plena protección legal del Ministerio de Agricultura y Silvicultura. Su fauna más notable es la Pelecanus occidentalis (pelícano pardo) que se reproduce en la isla, siendo el único lugar de cría de esta especie en el país. Se calcula que por lo menos 27 especies de aves están en la isla. La caza furtiva no es una amenaza importante para la isla debido a su inaccesibilidad, a su acantilados, mar profundo y la distancia de las zonas pobladas. Sin embargo, las patrullas de guardias contra la caza son también poco frecuentes por las mismas razones.